# Jadis
Jadis (z języka perskiego „czarownica”), zwana Białą Czarownicą – postać fikcyjna, stworzona przez C.S. Lewisa w cyklu książek Opowieści z Narnii. Określenie Biała Czarownica wiąże się z jej zupełnie białą skórą.
W ekranizacjach w jej rolę wcieliły się Barbara Kellerman (Lew, czarownica i stara szafa, 1988) oraz Tilda Swinton (Lew, czarownica i stara szafa, 2005; Książę Kaspian, 2008; Podróż Wędrowca do Świtu, 2010).

## Charakterystyka
Biała Czarownica pojawia się jako antagonistka w pierwszej części Opowieści z Narnii. Według słów pana Bobra miała wywodzić się od olbrzymów i - jako potomkini Lilit – dżinów. Dzięki magii, która pozwala jej utrzymywać w Narnii wieczną zimę oraz zmieniać żywe istoty w kamienie zaprowadziła w Narnii rządy terroru. Na swoje usługi miała także tajną policję pod wodzą wilka Maugrima. Lękała się przepowiedni, zgodnie z którą kres jej władzy miał położyć lew Aslan i czworo ludzi. Nakłoniła Edmunda do zdrady rodzeństwa i zabiła Aslana na Kamiennym Stole, ostatecznie jednak poniosła klęskę.
Biała Czarownica zostaje wspomniana w drugiej części cyklu: wilkołak, wiedźma i zdradziecki karzeł proponują wskrzesić ją, aby wspomogła Narnijczyków w walce przeciwko ludziom.
Imię Jadis po raz pierwszy zostaje wymienione w Siostrzeńcu czarodzieja, którego akcja dzieje się wiele lat przed wydarzeniami przedstawionymi w Lwie, czarownicy i starej szafie. Czarownica pojawia się tam jako ostatnia mieszkanka równoległego świata Charn, na który sama sprowadziła zagładę podczas walki o władzę ze swoją siostrą. W wyniku nieostrożności Digory’ego, głównego bohatera powieści, zostaje sprowadzona do nowo stworzonego świata Narnii. Tam włamuje się do Ogrodu na Wzgórzu i zjada jabłko z drzewa życia, co zapewnia jej nieśmiertelność, ale też skazuje ją na wieczną rozpacz (wtedy też skóra Jadis staje się trupio blada). Przez wiele lat przed jej magią Narnię ma chronić drzewo, które wyrosło z nasion drzewa życia.

## Nawiązania
Nazwę Jadis nosi brytyjski neoprogresywny zespół muzyczny, istniejący od 1989.